# Лe Донжон
Лe Донжон (фр. Le Donjon) насеље је и општина у централној Француској у региону Оверња, у департману Алије која припада префектури Виши.
По подацима из 2011. године у општини је живело 1085 становника, а густина насељености је износила 29,31 становника/km². Општина се простире на површини од 37,02 km². Налази се на средњој надморској висини од 292 метара (максималној 466 m, а минималној 265 m).

## Демографија
| 1962. | 1968. | 1975. | 1982. | 1990. | 1999. | 2011. |
| ----- | ----- | ----- | ----- | ----- | ----- | ----- |
| 1.502 | 1.512 | 1.447 | 1.366 | 1.258 | 1.168 | 1.085 |

График промене броја становника у току последњих година